# ماريو ألدو مونتانو
ماريو ألدو مونتانو (بالإيطالية: Mario Aldo Montano)‏ هو مبارز بالسيف إيطالي، ولد في 1 مايو 1948 في ليفورنو في إيطاليا.

## وصلات خارجية
- ماريو ألدو مونتانو على موقع اللجنة الأولمبية الدولية (الإنجليزية)
- ماريو ألدو مونتانو على موقع أوليمبيديا (الإنجليزية)
- ماريو ألدو مونتانو على موقع اللجنة الأولمبية الإيطالية (الإيطالية)